# Laubertia boissieri
Laubertia boissieri är en oleanderväxtart som beskrevs av A. Dc.. Laubertia boissieri ingår i släktet Laubertia och familjen oleanderväxter. Inga underarter finns listade i Catalogue of Life.